# Susana Moreira Marques
Susana Moreira Marques (Porto, 1976) é uma jornalista e escritora portuguesa.
Estudou comunicação e cinema. Trabalhou para o jornal Público como estagiária, e mais tarde correspondente em Londres. Voltou para Portugal em 2010. Passou a colaborar também com o Jornal de Negócios.
Publicou em 2013 o livro Agora e na Hora da Nossa Morte, sobre um projeto da Fundação Calouste Gulbenkian de cuidados paliativos para doentes terminais. O livro foi lançado em inglês com o título Now and the Hour of our Death, em 2015.
Em 2023 publicou o livro Lenços Pretos, Chapéus de Palha e Brincos de Ouro, inspirado na obra As Mulheres do Meu País de Maria Lamas.

## Obras publicadas

### Literatura
- 2013 - Agora e na Hora da Nossa Morte (Tinta da China)
- 2020 - Quanto Tempo Tem Um Dia (Fundação Francisco Manuel dos Santos)
- 2023 - Lenços Pretos, Chapéus de Palha e Brincos de Ouro (Companhia das Letras)

### Cinema
- 2022 - Um Nome Para o Que Sou, documentário de Marta Pessoa

## Prémios
- 2012 - Prémio de Jornalismo Direitos Humanos e Integração (Unesco)
- 2012 - Jornalismo Contra a Indiferença (AMI)[9]